# Actaea kashmiriana
Actaea kashmiriana är en ranunkelväxtart som först beskrevs av Robert Harold Compton och Hedd., och fick sitt nu gällande namn av J. Compton. Actaea kashmiriana ingår i släktet trolldruvor, och familjen ranunkelväxter. Inga underarter finns listade i Catalogue of Life.